# دولة هسن الشعبية
دولة هِسِّنْ الشعبية (بالألمانية: Volksstaat Hessen)، وتنطق فُولْكْسْشتَاتْ هِسِّنْ، كانت من 1918/1919 حتى 1945 ولاية ضمن الرايخ الألماني على الأراضي المعروفة اليوم بولايتي هسن وراينلند-بفالتس. قامت الدولة بعد عزل الدوق الأكبر إرنست لودفيغ في 9 نوفمبر 1918 وإلغاء النظام الملكي. بالتوافق مع دوقية هسن الكبرى والتي خلفتها دولة هسن الشعبية، تألفت الدولة الجديدة من منطقتين كبيرتين منفصلتين عن بعضيهما في وسط وجنوب هسن (بما في ذلك راين هسن) وكذلك عدد من العُزل الصغيرة.
أما صفة الدولة الشعبية ففد ارتبطت بالجمهورية التي تم تبنيها كنظام بعد نهاية الملكية وكانت هذه الصفة تستخدم كنظير للدولة الحرة.
في سياق احتلال الحلفاء لرايِنلَند بسبب معاهدة فرساي، كانت هناك حوالي 40% من أراضي الدولة، وخاصة بشكل أساسي، مقاطعة راين هسن الواقعة على الضفة اليسرى لنهر الراين، وأيضاً بشكل مؤقت مقاطعة شتاركنبورغ، حتى 30 يونيو 1930، محتلة من القوات الفرنسية.
مع تطبيق قانون إعادة بناء الرايخ الصادر في 30 يناير 1934 بقيت الولاية مجرد كيان قانوني بدون شخصية الدولة ولكنها احتفظت شكلياً بحكومة إقليمية.
بعد استسلام ألمانيا بداية مايو 1945 أصبحت مناطق الدولة الشعبية الواقعة في الضفة اليسرى من نهر الراين جزء من منطقة الاحتلال الفرنسي وولاية راينلند-بفالتس التي تأسست في 31 أغسطس 1946. أما منطقة يمين الراين فقد أصبحت جزء من منطقة الاحتلال الأمريكي و دولة هسن-الكبرى التي تأسست في 19 سبتمبر 1945 وتعدل إسمها إلى ولاية هسن عام 1946.

## الدستور
بعد إعلان الجمهورية في 9 نوفمبر 1918 تم انتخاب أول برلمان في 26 يناير 1919. وصادق البرلمان في 20 فبراير على دستور مؤقت بغية الحصول السريع على أساس قانوني وشرعي. وفي نفس الوقت، بدأت بناء على ذلك النقاشات في البرلمان بصفته الهيئة التشريعية للولاية، وأعلن دستور هسن النهائي في 12 ديسمبر 1919. وقد تم تعديل الدستور ثلاث مرات:
- التعديل الأول بالقانون الصادر في 4 نوفمبر 1924
- التعديل الثاني بالقانون الصادر في 27 نوسبتمبر 1927
- التعديل الثالث بالقانون الصادر في 28 مارس 1930